# 파피에 콜레
파피에 콜레(프랑스어: Papier collé)는 신문지·잡지 등의 인쇄물(문자나 사진), 벽지, 색지, 포장지, 나무조각, 얇은 수지류(필름 등) 등의 인쇄물을 오리거나 찢어서 캔버스를 포함한 커다란 종이에 갖다 붙이는 미술 기법이다. 프랑스어로 "무엇을 붙인 종이"라는 뜻을 담고 있으며 회화와 일상적인 사물의 조화를 통해 물체감을 표현하는 기법이다.
파피에 콜레는 피카소, 종이 조각에 국한되어 있지 않으며 회화에 종이 조각 등을 붙이는 경우에도 파피에 콜레로 분류한다. 파블로 피카소를 비롯한 입체파 화가들이 그림을 제작하는 과정에서 창시된 것으로 전해진다. 다다이즘, 초현실주의 미술에서도 널리 사용된다.